# Тормозная колодка

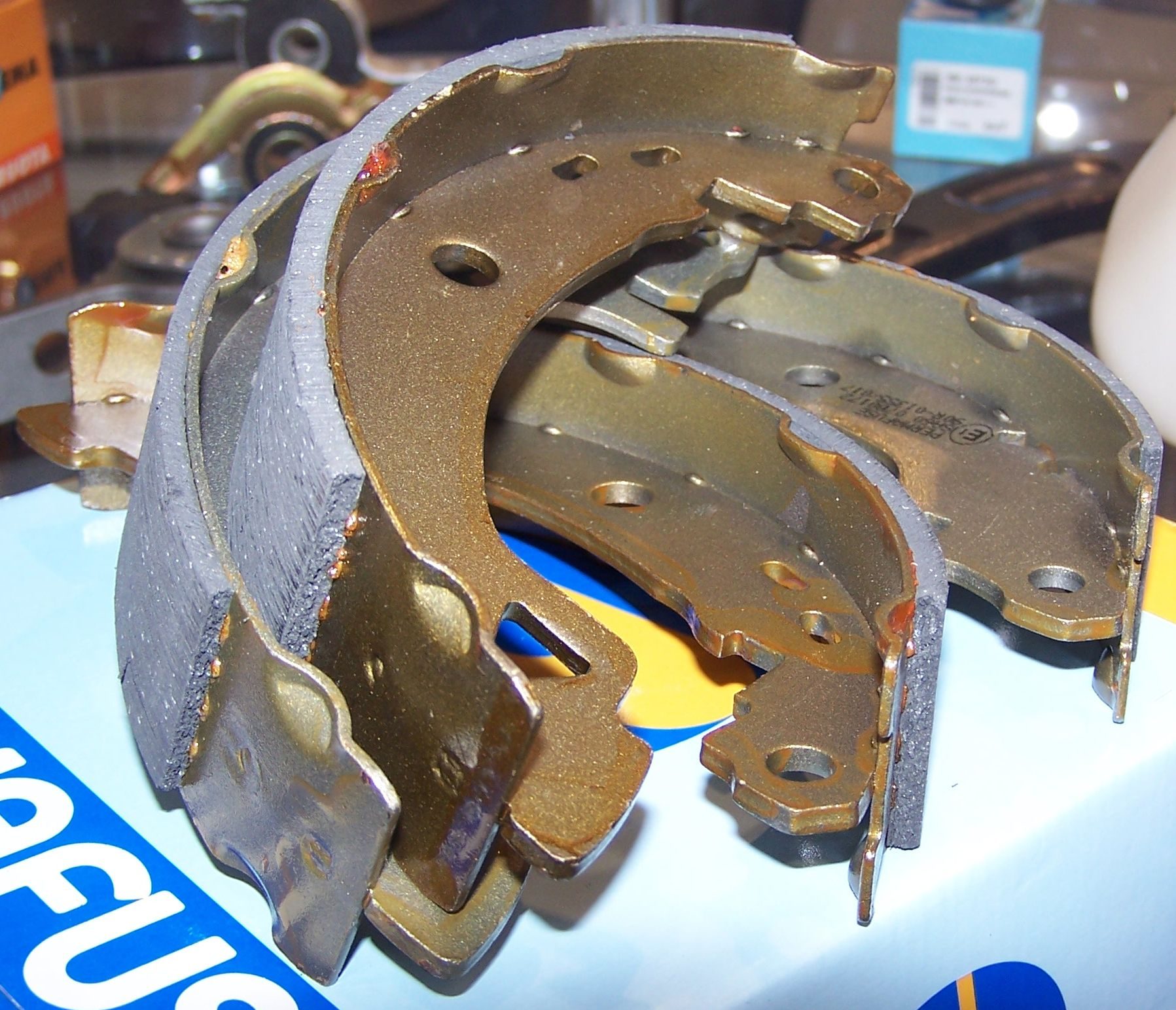
Тормозная колодка барабанного тормоза автомобиля

Тормозная колодка (иногда башмак) — часть тормозной системы и её основной рабочий компонент. Именно тормозная колодка создаёт тормозное ускорение, за счёт взаимодействия с поверхностью катания колеса или тормозного диска и преобразования силы нажатия в тормозной момент. Активно применяются на всех видах колёсного транспорта.
Тормозной колодкой в обиходе также называют противооткатный упор, служащий для дополнительной фиксации транспортного средства при стоянке.

## Применение

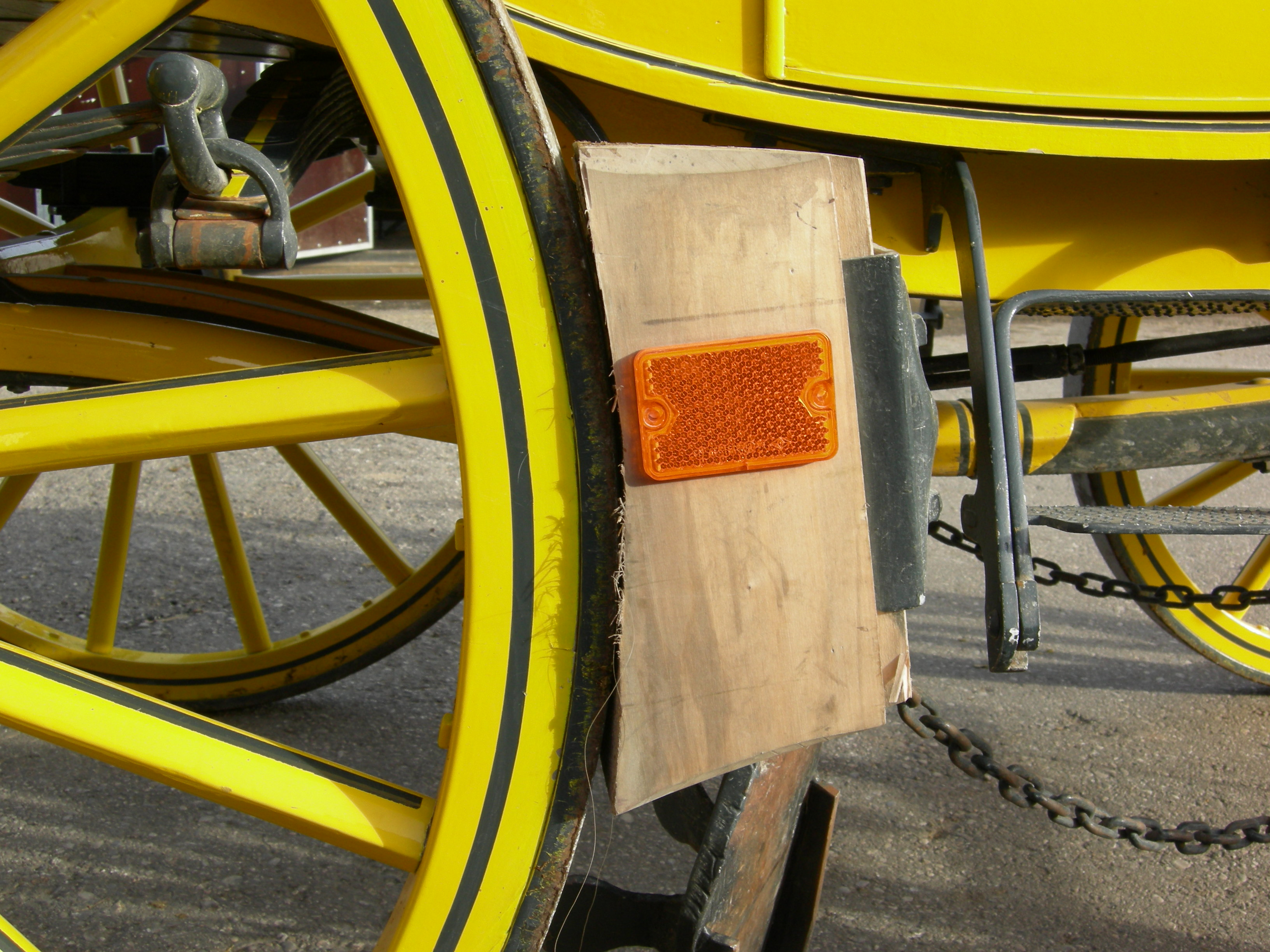
Деревянная тормозная колодка на карете

Первые тормозные колодки имели ручной привод и их применяли уже на каретах, где деревянные колодки прижимались к ободу. Впоследствии нередко ручной привод заменяли на червячную передачу.

### Тормозные колодки на поездах

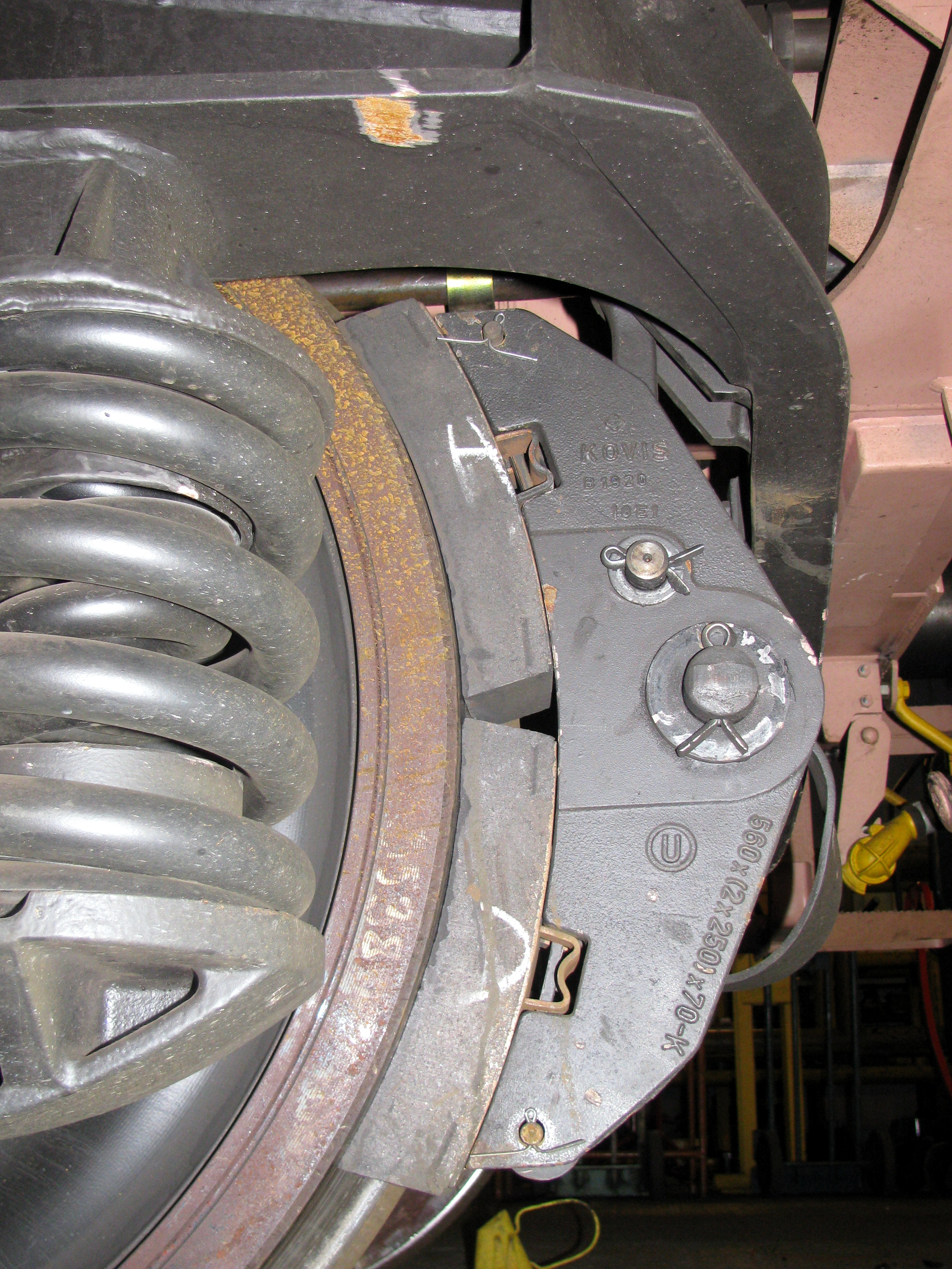
Колодочный тормоз железнодорожного состава

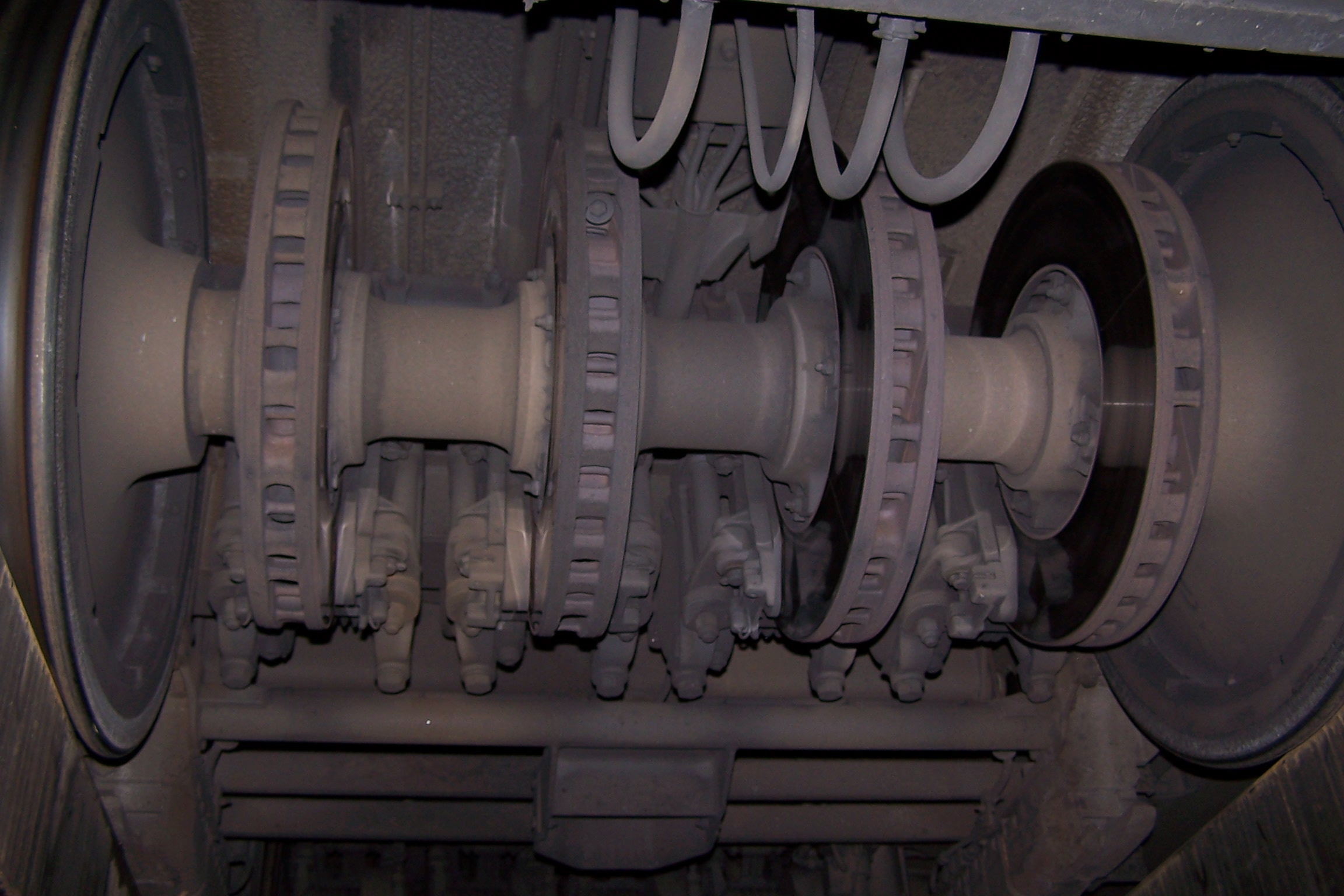
Дисковые тормоза на некоторых локомотивах

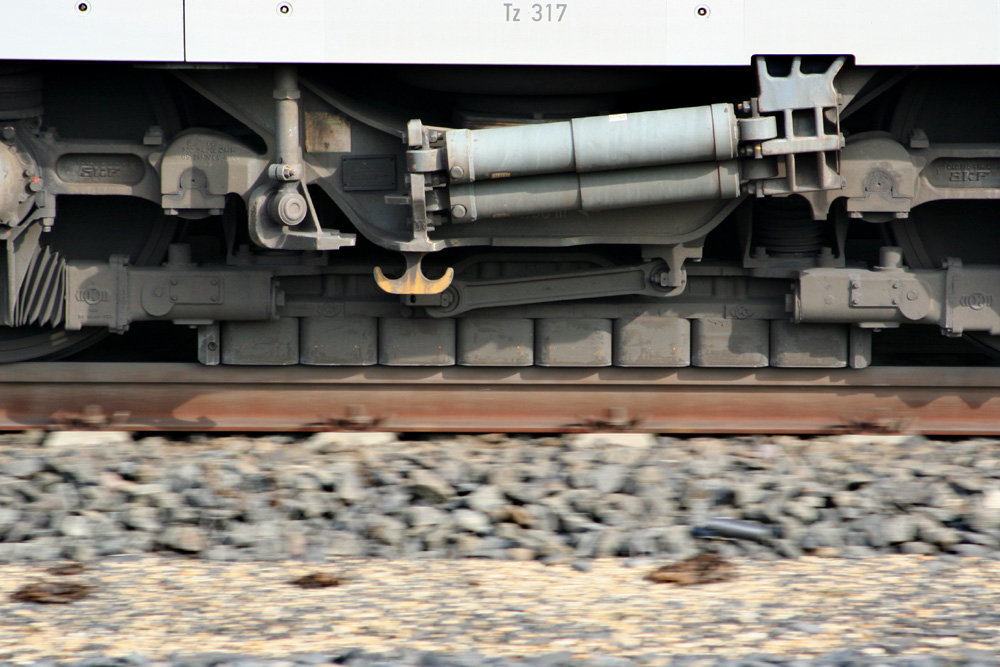
Магниторельсовый тормоз

Механизм торможения карет вскоре перешёл на только появившийся железнодорожный транспорт. На нём также тормозные колодки были поначалу деревянные, а тормозное нажатие обеспечивалось исключительно за счёт физической силы специальных работников поезда — тормозильщиков. Однако довольно скоро на смену физической силе человека пришёл сжатый воздух. Повышение нажатия на колодки привело к их повышенному износу и в этом случае дерево как материал уже не подходило. В результате стали применять тормозные колодки из чугуна, а впоследствии и из композитов.
Наиболее распространены тормоза, где колодки прижимаются к ободу колёсной пары, однако при этом, помимо износа самих колодок, происходит износ поверхности катания колёс, что ведёт к необходимости проведения дорогостоящей обточки колёс. Поэтому часто стараются применить электрическое торможение, то есть торможение тяговыми электродвигателями, при котором тормозные колодки не участвуют, что также позволяет уменьшать расход энергии за счёт рекуперации. Однако отказываться от них полностью нельзя, так как при малых скоростях электрическое торможение уже не может дать необходимого тормозного эффекта, к тому же не исключена вероятность его выхода из строя, и в этом случае ему на смену должен прийти механический тормоз с колодками. В результате иногда на железнодорожном транспорте применяют дисковые тормоза, где колодки трутся не о колёса, а о специальный тормозной диск, размещённый на оси колёсной пары. Такой тормоз применяют на высокоскоростных поездах, а также на вагонах трамвая.
Можно также отметить магниторельсовый тормоз, где тормозная колодка прижимается к рельсу, а сила нажатия образуется за счёт электромагнитного поля, создаваемого расположенными на колодке индуктивными катушками. Такой тормоз тоже распространён на высокоскоростных поездах, трамваях, а также на промышленном железнодорожном транспорте.

### Тормозные колодки на автомобилях
Тормозные механизмы, используемые на автомобиле, делятся на два типа:
- Барабанные. В этом случае, эффект торможения происходит из-за трения элементов, являющихся неподвижными, то есть колодками с фрикционными накладками. В свою очередь, они спрятаны в тормозном барабане из чугуна и стали. Зачастую, весь этот механизм, может выполнять роль стояночного и рабочего тормоза.
- Дисковые. В этом случае, торможение происходит также за счёт силы трения, но выполняется оно уже между колодками и тормозным диском, установленным между ними.

### Тормозные колодки на велосипедах
Велосипедные колодки сильно различаются в зависимости от конструкции тормоза.

#### Дисковый тормоз
Схож по конструкции с дисковым тормозом автомобиля или мотоцикла. Как и на мотоциклах, используются диски из чугуна или стали.

#### Ободной тормоз
Колодки прижимаются к ободу колеса. Сами колодки состоят из непосредственно прилегающей к колесу резиновой части и металлического крепления. Есть колодки со сменной резиновой вставкой. На рабочей поверхности колодки делаются насечки для отвода воды.

#### Барабанный тормоз
Тормозной механизм находится внутри втулки. При торможении цилиндрический тормозной барабан, состоящий из двух половин, раздвигается, прижимаясь к внутренней поверхности корпуса втулки.

### Тормозные колодки на самолётах
На летательных аппаратах применяют дисковые или колодочные тормоза. На вертолётах или лёгких самолётах установлены обычные барабанные тормоза с двумя колодками, аналогично автомобильным. На более тяжёлых и скоростных самолётах используются барабанные тормоза, внутри ступицы такого колеса установлено по окружности барабана большое количество относительно небольших металлокерамических тормозных колодок, которые лежат на кольцевой герметичной резиновой тормозной камере. При поступлении в камеру воздуха или гидросмеси камера надувается, обеспечивая поджатие кольцевого набора колодок к внутренней поверхности тормозного барабана, что и вызывает торможение. В настоящее время на многих пассажирских и тяжёлых военных самолётах применяются многодисковые тормоза, выполненные по принципу мотоциклетного сцепления — внутри тормозного барабана установлен пакет чередующихся профилированных стальных или титановых дисков, с наклёпанными по окружности тормозных дисков фрикционными керамическими накладками. При сжатии пакета штоками-толкателями происходит эффективное торможение. Так как при этом выделяется большое количество тепла, то внутри тормозного барабана может устанавливается высокооборотный электромотор с крыльчаткой, нагнетающий воздух внутрь ступицы колеса.

## Устройство
Тормозная колодка представляет собой металлическую пластинку, являющуюся основой, на которой закреплена фрикционная накладка. Колодка с накладкой повторяют форму поверхности, к которой они прижимаются — диска (плоскость трения прямая) или барабана (плоскость трения дугообразная). Закреплена накладка на основе заклёпками или специальным клеем. Кроме того, на некоторых автомобилях предусмотрена установка в колодке датчика её износа.
В состав современной фрикционной накладки входят керамика, специальные смолы, синтетический каучук, органические и минеральные волокна, наполнители и модификаторы. Состав фрикционных материалов довольно сложен, и у каждой фирмы-изготовителя тормозных колодок он свой. Дело в том, что при торможении колодки очень сильно нагреваются, порой до тысячи градусов. При этом они должны уверенно переносить такие экстремальные температуры, не разрушаться и не терять при этом своих фрикционных свойств.
Самые главные враги тормозных колодок — перегрев, вода, масла и агрессивные жидкости (антифриз, тормозная жидкость). При недостаточной эффективности торможения или скрипе и визге тормозов, когда накладка стёрта и тормозит одна металлическая основа, колодки необходимо заменить, причём меняются они только парами.

## Принцип действия
В основе работы колодочных тормозных механизмов лежит принцип преобразования энергии. В данном случае кинетическая энергия движения транспортного средства преобразуется в тепловую за счёт активного трения тормозной колодки о тормозной диск, барабан или колёсную пару. При торможении в тормозном приводе создаётся давление воздуха, тормозной жидкости или натяжение троса, которое передаётся на исполнительные механизмы тормозов — тормозные цилиндры или тормозной кулак. Именно эти механизмы и заставляют прижиматься тормозную колодку к диску/барабану. Чем сильнее прижим колодки, тем большая создаётся сила торможения. При этом, пара трения колодка-диск (или колодка-барабан) нагревается, вбирая в себя кинетическую энергию движущегося транспортного средства, и оно останавливается.